# Ars topiaria

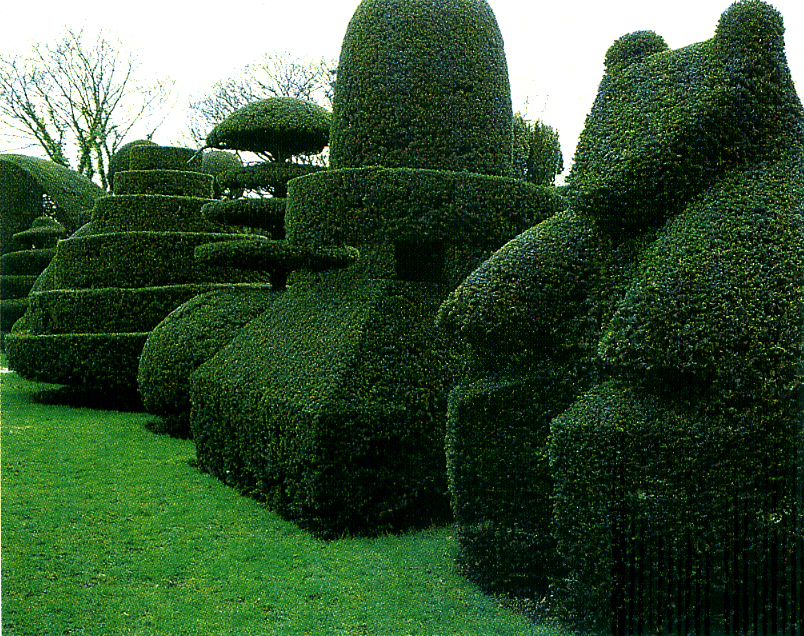
Trädgårdskonst i Beckley Park, England

Ars topiaria, eller topiarieklippning, syftar på den typ av trädgårdskonst som inbegriper figurklippning av träd och buskar. Fleråriga växter formas genom att lövverk och kvistar från träd och buskar klipps för att utveckla och bibehålla tydligt definierade former, oavsett om de är geometriska eller fantasifulla. Bäst att använda är buxbom, cypress och idegran. Även andra växter som järnek och kaprifol går bra att använda.
Enligt en uppgift i Naturalis Historia av Plinius den äldre har ars topiaria uppfunnits av en vän till kejsar Augustus, Gaius Matius.
Topiarieklippningens konst har främst utvecklats i Storbritannien och Nederländerna. Topiarieklippning var som mest på modet i England i slutet av 1600-talet och början av 1700-talet men blev mindre populärt i och med uppkomsten av naturliga trädgårdar, så kallade engelska parker.